# Serge-Alain Maguy
Serge-Alain Maguy (Abidjan, 20 ottobre 1970) è un ex calciatore ivoriano, di ruolo centrocampista.

## Palmarès

### Club

#### Competizioni nazionali
- Campionato ivoriano: 3

Africa Sports: 1989, 1998
ASEC Mimosas: 1995
- Coppa della Costa d'Avorio: 4

Africa Sports: 1989, 1993, 1998
ASEC Mimosas: 1995

#### Competizioni internazionali
- Coppa delle Coppe d'Africa: 2

Africa Sports: 1992, 1999
- Supercoppa CAF: 1

Africa Sports: 1992

### Nazionale
- Coppa d'Africa: 1

1992